# Ладинська мова
Лади́нська мо́ва, або мо́ва лади́но (неофіційна назва lingaz ladin) — мова в Італії та Швейцарії, поширена в регіонах Трентіно-Альто-Адідже та Венето. Належить до ретороманської мовної підгрупи романської групи індоєвропейської мовної сім'ї, якою розмовляють ладини.
У 1833 році Мікура де Рю склав першу ладинську граматику «Versuch einer deutsch ladinischen Sprachlehre».
Італійські фашисти проводили в регіоні програму асиміляції з метою надання місцевому населенню подібності з італійцями. У програму входило також перейменування місцевих топонімів на італійський лад, відповідно до інструкції, складеної Етторе Толомеї (Prontuario dei nomi locali dell'Alto Adige).
Існує Вікіпедія ладинською мовою, започаткована у серпні 2020 року.